# 承德街 (哈尔滨)
承德街是黑龙江省哈尔滨市的一条马路，横穿南岗区和道外区。道路地势西北低东南高，地势最高点位于与一曼街交界处。

## 历史
道路于1897年开始修建，通车后因道路位于俄国租界边缘，故被命名为国境街。1923年，改为现在名称。后道路后经多次拓宽，形成现在规模，其中一曼街至南极街段已成为哈尔滨内环路的一部分。

## 沿线设施
(由北至南)
- 道外客运站
- 哈尔滨市南马路小学